# David Hennessy
David James George Hennessy (28 de janeiro 1932 - 21 de dezembro de 2010) foi um político inglês membro do Partido Conservador do Reino Unido.